# College Place (Washington)
College Place est une ville américaine située dans le comté de Walla Walla, dans l'État de Washington. Selon le recensement de 2020, sa population est de 9 902 habitants.